# Mefou-et-Akono
Mefou-et-Akono är ett departement i Kamerun.   Det ligger i regionen Centrumregionen, i den södra delen av landet, 40 km sydväst om huvudstaden Yaoundé. Antalet invånare är 57 051.